# ФК Козара Градишка
ФК Козара је фудбалски клуб из Градишке, Република Српска, Босна и Херцеговина, који тренутно игра у Првој лиги Републике Српске, након што је у сезони 2011/12. испао из Премијер лиге Босне и Херцеговине.

## Историја
По ослобођењу, 1945. формирани су Фискултурно друштво "Козара" и Спортско друштво "Радник", који су 1946. спојени у Радничко-спортско друштво "Козара", у чијем саставу је био истоимени фудбалски клуб.
Од оснивања Прве лиге Републике Српске 1995/96. до данас играла је у њој, осим у сезони оснивања заједничке Премијер лиге Босне и Херцеговине 2002/03. када као један од 10 клубова Републике Српске у ушла у новоформирану лигу. У њој је играла само једну сезону, пошто је испала иако је била 15 од 20 клубова, јер се у следећој сезони лига реорганизовала, односно смањила на 16 клубова па је 6 последњих на крају сезоне морало испасти.
Освајањем првог места у сезони 2010/11. изборила је поновни пласман у Премијер лигу Босне и Херцеговине. Козара се задржала само једну сезону у Премијер лиги, јер је као последњепласирана у сезони 2011/12. испала у нижи ранг.

## Успеси
- Прва лига Републике Српске (1)

Првак:2010/11.
- Полуфинале Купа Републике Српске у сезони 2010/11. поражена резултатом 1:0 од бањалучког Борца.
- Финале Купа Републике Српске у сезони 2009/10. резултатом 2:2 није успјела да освоји титулу против Радника због њиховог постигнутог гола у гостима. Та утакмица је била прва која се преносила уживо са Градског стадиона.

## Познати бивши играчи
- Винко Мариновић
- Синиша Ђурић
- Огњен Ожеговић
- Дарко Раца
- Златко Ђорић
- Горан Закарић
- Синиша Мркобрада
- Далибор Козић
- Иле Перишић
- Дарко Војводић
- Ненад Студен
- Предраг Стоиљковић
- Милан Озрен
- Слађан Бороја
- Александар Китић
- Миодраг Бабић
- Немања Стјепановић
- Марко Басара
- Милан Срећо
- Роберт Зрилић
- Дејан Којић
- Небојша Пејић
- Александар Галић
- Бојан Красић
- Горан Кушљић
- Срђан Чолић
- Озрен Перић
- Бранко Граховац
- Миленко Девушић
- Леонид Ћорић
- Рајко Митић
- Марко Рељић
- Зоран Благојевић
- Јовица Тољагић
- Миљан Бајић
- Стефан Малетић
- Никша Димитријевић
- Предраг Мајкић
- Огњен Петровић
- Зоран Никић
- Драган Скакић
- Немања Станчић
- Бојан Спасојевић
- Огњен Гњатић
- Горан Поповић
- Сенад Мујић
- Србољуб Јандрић
- Миодраг Гиговић
- Александар Малбашић
- Срђан Мићовић
- Александар Врховац
- Горан Ђорђевић
- Срђан Стојнић
- Марко Мазалица
- Горан Поповић
- Миле Плавањац
- Славиша Ковачевић
- Милош Појић
- Срђан Берић
- Ђорђе Топић
- Димитрије Шијаковић
- Александар Стојановић
- Драган Вукајловић
- Зоран Козлина
- Сенад Лупић

## Познати бивши тренери
- Драган Вукша
- Цвијетин Благојевић
- Илија Миљуш
- Борче Средојевић
- Винко Мариновић
- Иле Перишић
- Владо Јагодић
- Милош Појић